# 凌凤街道
凌凤街道，是中华人民共和国辽宁省朝阳市双塔区下辖的一个乡镇级行政单位。

## 行政区划
凌凤街道下辖以下地区：
凌东社区、宏博社区、八宝村和四家子村。